# Аббатство Макросс

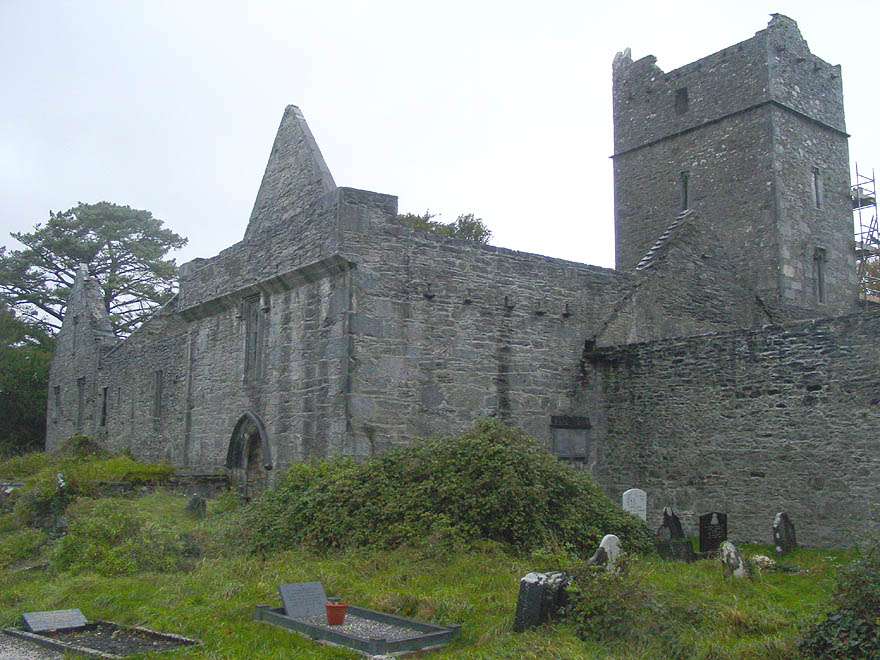
Аббатство Макросс

Аббатство Макросс (англ. Muckross Abbey) — расположено на территории национального парка Килларни в графстве Керри, Ирландия.
Представляет собой руины мужского францисканского монастыря, основанного в 1448 году. Близ аббатства — старинное кладбище, действующее до сих пор. Здесь среди прочих погребены два известных ирландских поэта: О’Салливан, О’Донахью.
Одна из достопримечательностей монастыря — древний тис с красной корой.

## Галерея

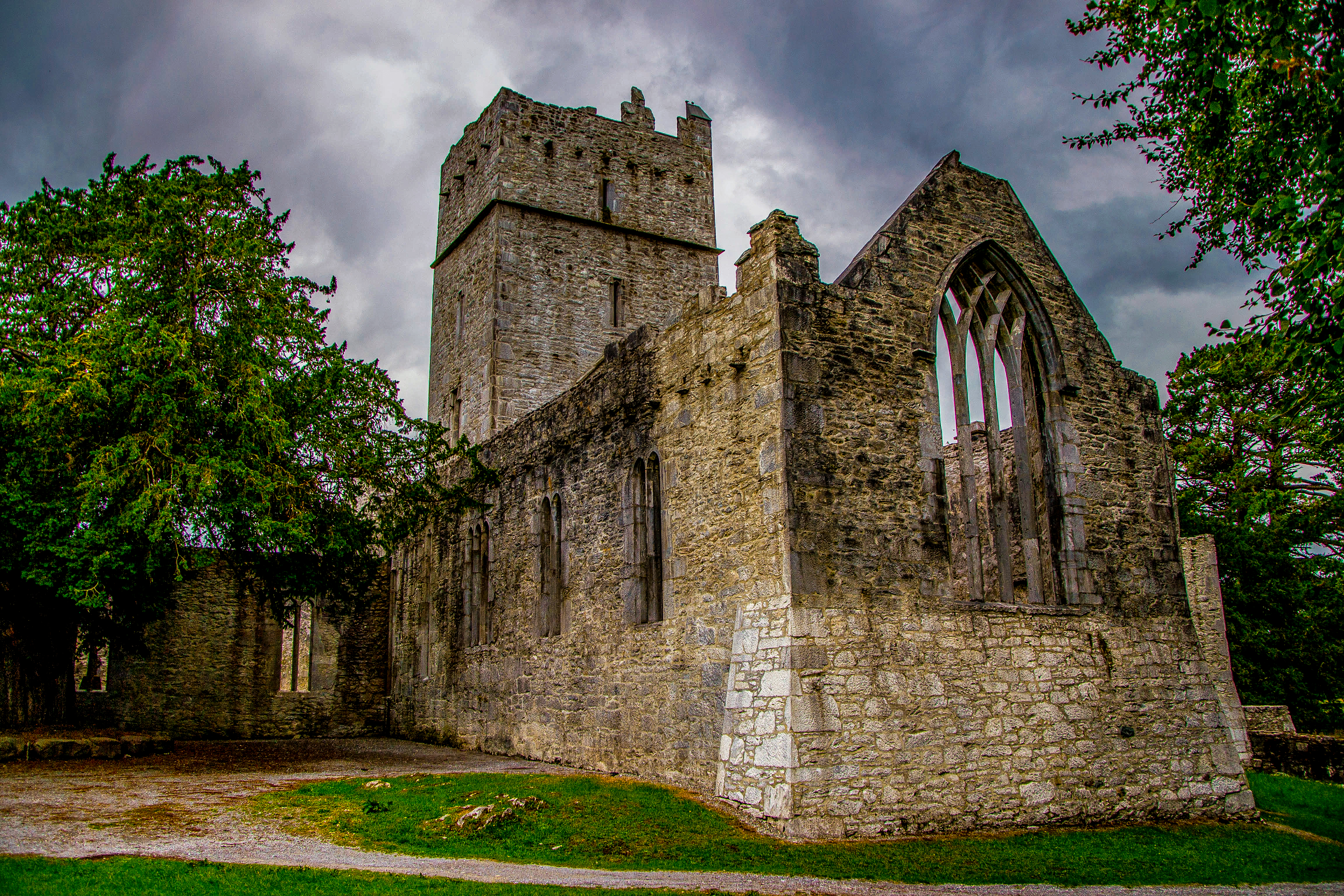
Руины соборной церкви
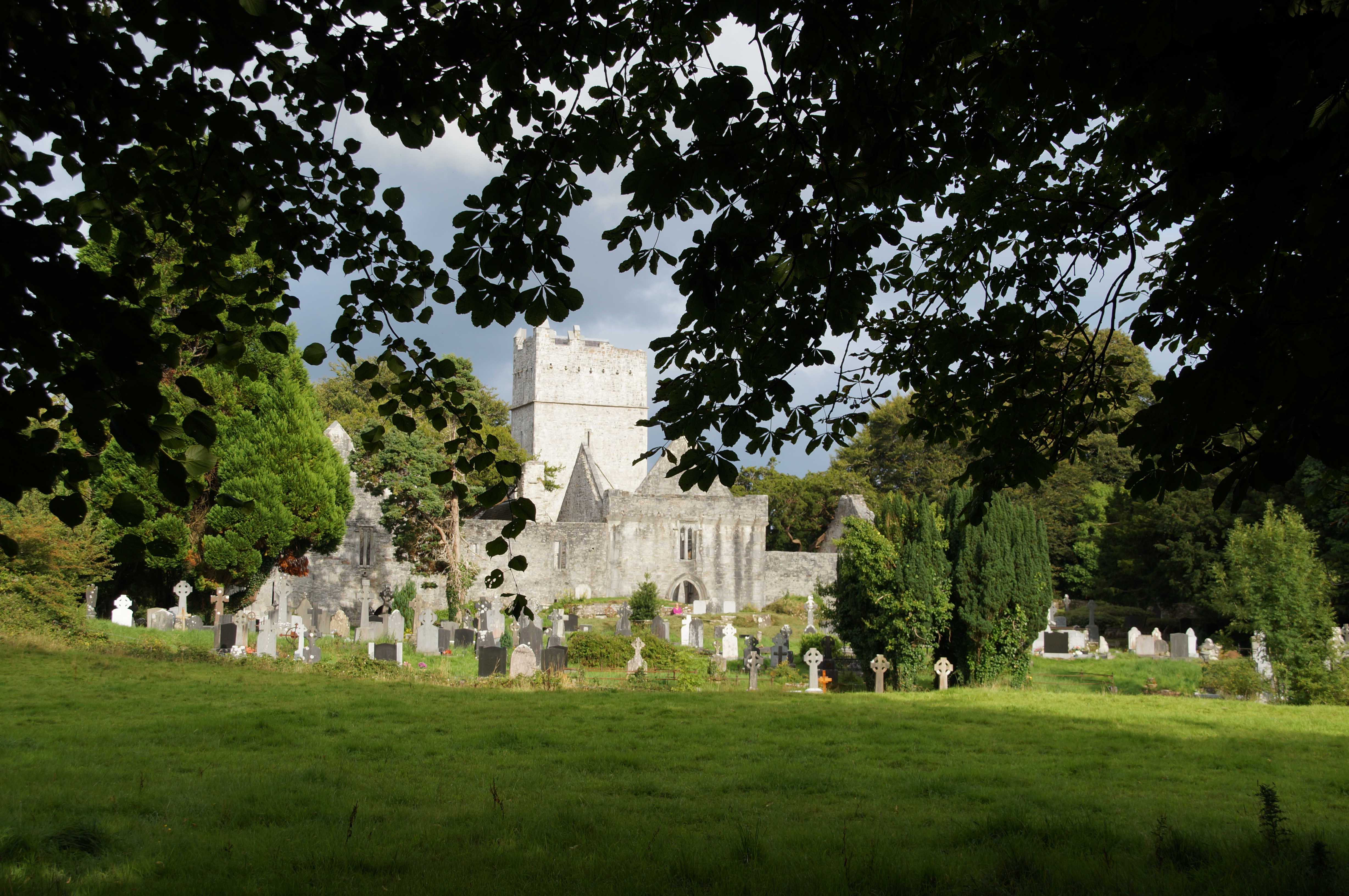
Аббатство и кладбище, вид с запада
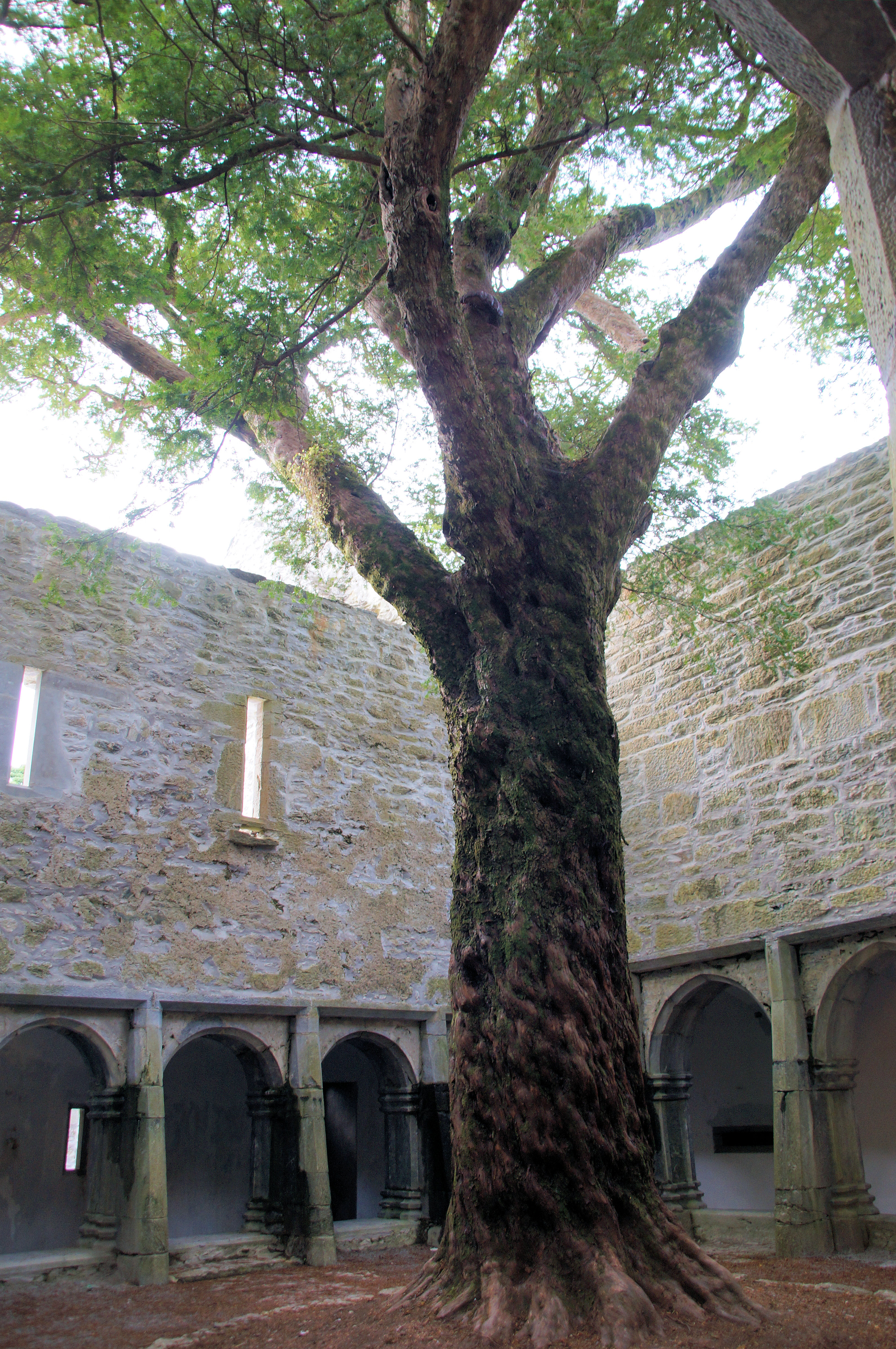
Двор с клуатром и тисом
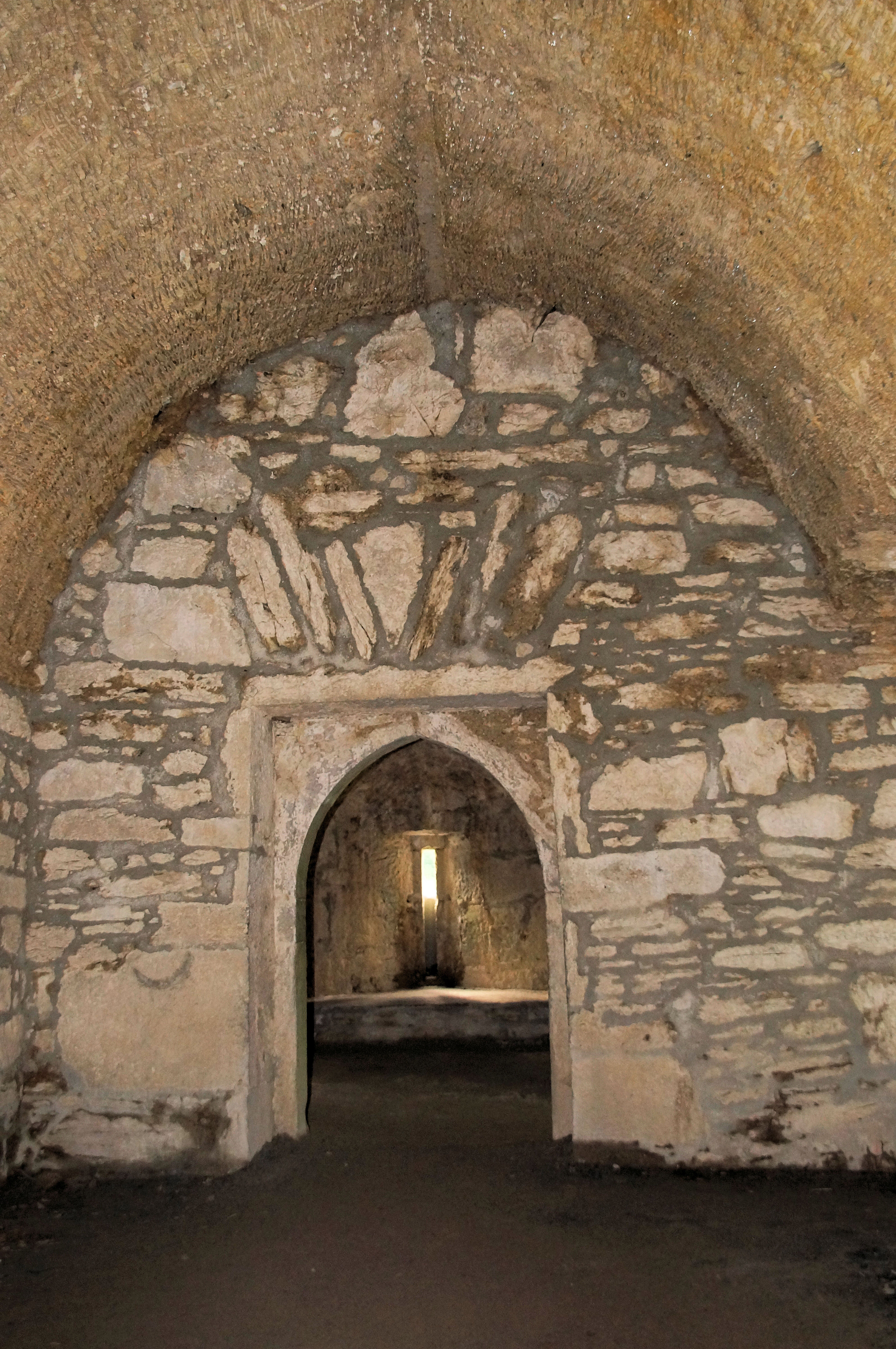
Трапезная